# الینکوادو
الینکوادو (به انگلیسی: Alincuvadu) یک منطقهٔ مسکونی در هند است که در کرالا واقع شده‌است.